# حوزه انتخابیه یازدهم ایلینوی
حوزه انتخابیه یازدهم ایلی‌نوی یک حوزه انتخابیه مجلس نمایندگان آمریکا است که در ایالت ایلی‌نوی قرار دارد.